# Майлен (Огайо)
Майлен (англ. Milan) — селище (англ. village) в США, в округах Ері і Гурон штату Огайо. Населення — 1371 особа (2020).

## Географія
Майлен розташований за координатами 41°17′20″ пн. ш. 82°36′7″ зх. д. / 41.28889° пн. ш. 82.60194° зх. д. (41.288784, -82.601868). За даними Бюро перепису населення США в 2010 році селище мало площу 3,12 км², з яких 3,07 км² — суходіл та 0,05 км² — водойми.

## Демографія
Згідно з переписом 2010 року, у селищі мешкало 1367 осіб у 509 домогосподарствах у складі 370 родин. Густота населення становила 438 осіб/км². Було 551 помешкання (177/км²).
Расовий склад населення:
| - 97,5 % — білих - 0,7 % — чорних або афроамериканців - 0,6 % — азіатів - 0,1 % — корінних американців |

До двох чи більше рас належало 0,9 %. Частка іспаномовних становила 1,8 % від усіх жителів.
За віковим діапазоном населення розподілялося таким чином: 23,6 % — особи молодші 18 років, 59,6 % — особи у віці 18—64 років, 16,8 % — особи у віці 65 років та старші. Медіана віку мешканця становила 44,5 року. На 100 осіб жіночої статі у селищі припадало 98,1 чоловіків; на 100 жінок у віці від 18 років та старших — 94,2 чоловіків також старших 18 років.
Середній дохід на одне домашнє господарство становив 67 982 долари США (медіана — 63 750), а середній дохід на одну сім'ю — 78 036 доларів (медіана — 75 694). Медіана доходів становила 54 833 долари для чоловіків та 37 917 доларів для жінок. За межею бідності перебувало 7,2 % осіб, у тому числі 7,5 % дітей у віці до 18 років та 9,8 % осіб у віці 65 років та старших.
Цивільне працевлаштоване населення становило 655 осіб. Основні галузі зайнятості: освіта, охорона здоров'я та соціальна допомога — 20,9 %, виробництво — 18,0 %, мистецтво, розваги та відпочинок — 13,9 %, роздрібна торгівля — 13,1 %.

## Персоналії
- Томас Едісон (1847—1931) — американський науковець і винахідник.